# Marco Andreolli
Marco Andreolli (* 10. Juni 1986 in Ponte dell’Olio, Provinz Piacenza) ist ein ehemaliger italienischer Fußballspieler.

## Vereinskarriere
Marco Andreolli begann seine Karriere in der Jugendabteilung von Calcio Padova, wo er von den Scouts von Inter Mailand entdeckt wurde. 2003 folgte der Wechsel zu den Mailändern, bei denen er zunächst in der Nachwuchsmannschaft eingesetzt wurde und mit dieser in der Saison 2005/06 die Coppa Italia Primavera gewann. Außerdem absolvierte er einige Spiele für jene Nachwuchsmannschaft Inters, die 2007 die Campionato Primavera gewinnen konnte. In der Saison 2004/05 gab der Defensivakteur sein Debüt für die erste Mannschaft von Inter und obwohl Andreolli bei den Mailändern nie über den Status eines Ersatzspielers hinauskam, gewann er mit seiner Mannschaft doch zahlreiche Titel.
Von 2007 bis 2010 stand der Verteidiger bei der AS Rom unter Vertrag. In der Winterpause der Saison 2007/08 wurde er für ein halbes Jahr an den Serie-B-Verein Vicenza Calcio verliehen, in der Saison 2008/09 an das Serie B-Team US Sassuolo Calcio. Im August 2010 unterzeichnete Andreolli bei Chievo Verona, wo er in drei Spielzeiten zu 79 Erstligaeinsätzen kam und dabei auch drei Tore erzielen konnte.
Im Januar 2011 kaufte Inter Mailand einen Teil der Transferrechte an dem Verteidiger zurück. Nach dem Auslaufen seines Vertrages bei Chievo Verona kehrte er im Juli 2013 endgültig zu den Mailändern zurück, wo er einen Vertrag bis 2017 unterschrieb.
Am 31. August 2015 wechselte Andreolli bis zum Ende der Saison 2015/16 auf Leihbasis zum FC Sevilla.
Im Sommer 2017 wechselte Andreolli zu Cagliari Calcio, für welche er insgesamt 26 mal auflief.
Am 31. Januar 2019 kehrte er zu Chievo Verona zurück, wo er im Sommer schließlich seine Karriere beendete.

## Nationalmannschaft
Andreolli lief bisher für verschiedene Nachwuchsmannschaften Italiens auf. Mit der U-21 der Azzurri nahm er sowohl an der U-21-Europameisterschaft 2007 in den Niederlanden als auch an der U-21-Europameisterschaft 2009 in Schweden teil.

## Erfolge
- Italienischer Meister: 2006, 2007
- Italienischer Pokalsieger: 2005, 2006
- Italienischer Supercupsieger: 2006, 2007